# Lycoderes fernandezi
Lycoderes fernandezi är en insektsart som beskrevs av Strümpel 1988. Lycoderes fernandezi ingår i släktet Lycoderes och familjen hornstritar. Inga underarter finns listade i Catalogue of Life.